# Хельд, Назьир
Назьир Хельд (нидерл. Nazjir Held; род. 2 сентября 2005, Виллемстад) — кюрасаоский футболист, защитник клуба «Утрехт».

## Клубная карьера
Хельд — воспитанник клуба «Утрехт». 24 апреля 2023 года в поединке против дублёров «Аякса» Назьир дебютировал в Эрстедивизи за дублирующий состав последних. 7 апреля 2024 года в матче против «Херенвена» он дебютировал в Эредивизи.